# Hoplopleura laticeps
Hoplopleura laticeps – gatunek wszy z rodziny Hoplopleuridae, pasożytujący głównie na Hobomys univitatus. Powoduje wszawicę.
Samica wielkości 1,5 mm. Wszy te mają ciało silnie spłaszczone grzbietowo-brzusznie. Samica składa jaja zwane gnidami, które są mocowane specjalnym "cementem" u nasady włosa. Rozwój osobniczy trwa po wykluciu się z jaja około 14 dni. Pasożytuje na skórze. Występuje na terenie Afryki.